# Sterculia cinerea
Espèce
Synonymes
- Clompanus cinerea Kuntze[2]

Statut de conservation UICN

 NT  : Quasi menacé
Sterculia cinerea est une espèce de plantes de la famille des Malvaceae.

## Publication originale
- Tentamen Florae Abyssinicae . . . 16(1): 74. 1847.